# Сакулинская (Архангельская область)
Сакулинская — сельский населённый пункт в Красноборском районе Архангельской области.

## География
Находится на северо-западе Красноборского района Архангельской области. Деревня расположена в 4 км от левого реки Северная Двина. По деревне проходит автодорога «Архангельск — Котлас». Расстояние до Черевково равно 7 км, до Красноборска — 40 км, до Котласа — 100 км, до Архангельска — 500 км.

## Административное положение
Является деревней, принадлежит к Черевковскому сельскому поселению Красноборского района.

## Демография
Численность населения деревни, по данным Всероссийской переписи населения 2010 года, составляла 174 человека. Население деревни по данным на 2009 г. составляло 221 человек (из них 49 - пенсионеры).

## Транспорт
Соединена автобусным сообщением с Черевково, Красноборском, Котласом и Архангельском.
Автобусы:
- Красноборск - Черевково - Красноборск (остановка в Сакулинской)
- Архангельск - Котлас - Архангельск (остановка в Сакулинской)

### Карты
- Сакулинская